# Centris merrillae
Centris merrillae är en biart som beskrevs av Cockerell 1919. Centris merrillae ingår i släktet Centris och familjen långtungebin. Inga underarter finns listade.